# Dominik Zichy
Graaf Dominik Zichy (Wenen, 21 juli 1808 - Banská Bystrica, 30 oktober 1879) was een Hongaarse Rooms-katholieke geestelijke van adellijke afkomst. Hij was bisschop in Rožňava en later in Veszprém.

## Biografie

### Afkomst
Dominik werd geboren in 1808 als kind van Ferenc Zichy (°1749 - †1812) en zijn tweede echtgenote Mária Dominika Lodron-Laterano U. Castelromano (°1789 - †1847).
De vader was als opperste hofschenker verantwoordelijk voor het bestuur van de stad Veszprém, Hij was tweemaal getrouwd.
Hij had uit zijn:
- eerste huwelijk: zeven kinderen,
- tweede huwelijk: drie kinderen.

Dominik was het eerste kind uit de tweede echtverbintenis en bijgevolg het achtste in het gezin van tien nakomelingen. Hij had zijn vader nauwelijks gekend vermits die stierf in 1812, toen Dominik slechts 4 jaar was.

### Loopbaan

#### Priester
Dominik Zichy werd op 23-jarige leeftijd -op 14 mei 1831- diaken gewijd. Zijn priesterwijding volgde twee maanden later, op 22 juli. Omstreeks die datum behaalde hij een doctoraat in de kerkelijke leer.
Na zijn wijding werd hij kanunnik in Olomouc en hij richtte een aantal liefdadigheidsinstellingen op. Hij was medestichter van Kisfaludy Társaság: een literaire gemeenschap in Pest die gesticht werd in 1836 en genoemd werd naar de Hongaarse kunstenaar Károly Kisfaludy (°1788 - †1830).

#### Bisschop

##### Bisdom Rožňava

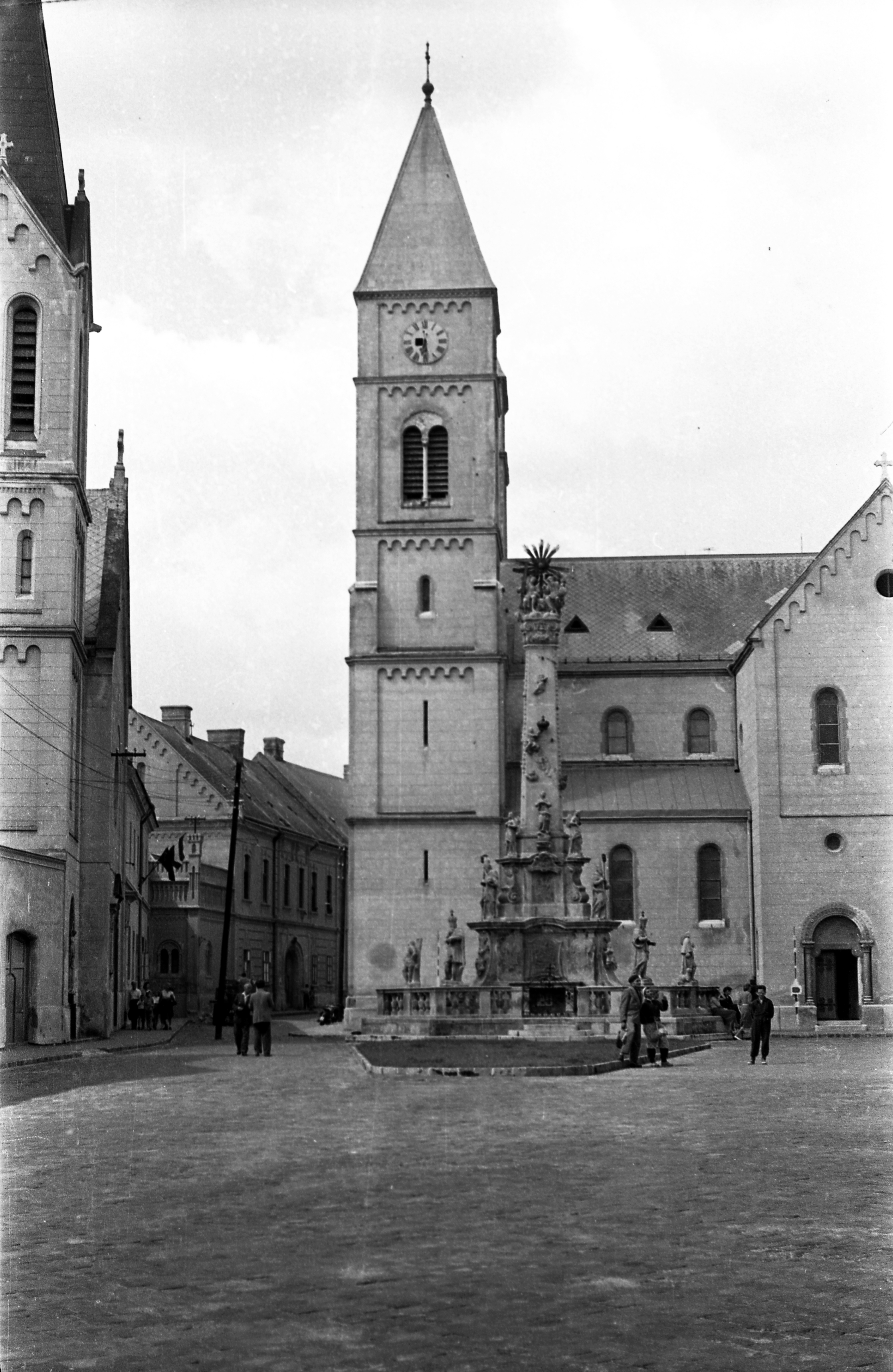
Sint-Michielskathedraal in Veszprém.

Reeds na 10 jaar dienst werd Dominik Zichy bevorderd tot bisschop van bisdom Rožňava. Hij werd voor deze taak geselecteerd op 23 juli 1840 en de bevestiging volgde op 14 december. De wijding geschiedde op 18 april 1841.

##### Bisdom Veszprém
Op 24 februari 1842 werd Dominik Zichy geselecteerd voor het bisschoppelijk ambt in het bisdom Veszprém. De bevestiging hiervoor volgde op 23 mei 1842 en de wijding vond plaats in de kathedraal van Vác.
In die tijd waren er bij de bevolking meermaals meningsverschillen over het bestuur door de Habsburgers waarbij hervormingsgezinden zoals Ferenc Deák een belangrijke rol speelden.
Teneinde een tegengewicht te vormen tegen de vernieuwingsbeweging financierde bisschop Zichy in het geheim -samen met aartsbisschop József Kopácsy (°1775 - †1847) van Esztergom- een conservatieve partij.
Deze stond onder leiding van Zichy's peetvader: György Forintos (°1792 - †1857). De partij kende bij de bevolking evenwel geen succes.
Toen de overheid in 1848 een regeringscommissaris stuurde om de belabberde financiële toestand van het bisdom te onderzoeken, bood bisschop Dominik Zichy op 4 maart 1849 zijn ontslag aan. Hij trok zich terug op zijn landgoed en leefde er met een gebrekkige gezondheid verder als bisschop emeritus. Ten overstaan van de armen bleef hij liefdadigheid beoefenen.
Hij stierf in 1879.